# Єдність Олександра Омельченка
Єдність Олександра Омельченка (попередня назва: Українська партія «Єдність») — створена 16 жовтня 1999 на Установчому з'їзді в м. Київ. Зареєстрована Міністерством юстиції України 4 лютого 2000.

## Історія
16 жовтня 1999 в Києві відбувся Установчий з'їзд партії, на якому затверджено назву партії, Програмний маніфест і Статут, обрані керівні органи. Головою партії обраний генерал А. Лопата, заступники Юрій Гнаткевич, Віталій Карпенко, Юрій Пальчуковський, Роман Пак. З'їзд вирішив підтримати на президентських виборах Є. Марчука.
Партія зареєстрована Міністерством юстиції України 4 лютого 2000, видано свідоцтво 1324.
Згідно з програмною метою партії проголошувалось об'єднання зусиль усіх національно-патріотичних сил і згуртування всього українського народу для участі в розбудові та зміцненні незалежної д-ви Україна на основі державності українського народу і української мови.
З 2000 і до березня 2001 в. о. голови партії був голов Київського об'єднання «Просвіта» Ю. Гнаткевич. Після виходу з партії Ю.Гнаткевича нею керував перший заступник голови партії Ю. Пальчуковський (з березня до вересня 2001). 8 вересня 2001 на засіданні центральної ради партії в. о. голови партії одноголосно був обраний київський міський голова О. Омельченко.
28 листопада 2001 у Верховній Раді України було створено фракцію партії, до якої в лютому 2002 входив 21 нар. депутат.
1 грудня 2001 на 1-му етапі 3-го (позачергового) з'їзду партії О.Омельченка було переобрано головою партії. На з'їзді була затверджена програма партії в новій редакції. Партія значно збільшила свій кадровий та орг. потенціал: осередки з'явилися у всіх областях України, а кількість членів досягла 120 тис. осіб.
22 грудня 2001 відбувся 2-й етап 3-го з'їзду партії (були присутні 596 делегатів), на якому було ухвалено рішення про створення виборчого міжпарт. блоку спільно з партією «Соціал-демократичний союз» (нині — партія «Громадська сила»), Укр. партією справедливості — Союзом ветеранів, інвалідів, чорнобильців, афганців і Політ. партією «Молода Україна». Блок очолив О.Омельченко. Результатом участі у виборах до ВР України 2002 стала підтримка блоку понад 280 тис. виборців.
24 липня 2004 4-й (позачерговий) партійний з'їзд знову обрав головою партії О. Омельченка та висунув його кандидатом на посаду Президента України. Його підтримали 0,48 % виборців.
У березні 2005 О. Омельченко прийняв пропозицію ввійти до керівного складу Політичної партії «Народний Союз Наша Україна» (нині — Політ. партія «Наша Україна»). В. о. голови партії було обрано В. Ялового (заст. голови партії, голову Київ. міської парт. орг-ції), якого 2 липня 2005 в м. Київ на 5-му позачерговому з'їзді партії було обрано головою партії. З'їзд обрав новий склад президії центр. ради та голову центр. контрольно-ревізійної комісії. Партія заявила про участь у виборах до рад усіх рівнів 2006.
4 серпня 2007 (Київ) черговий з'їзд партії, розглядаючи питання участі у позачергових парламентських виборах 2007, запропонував членам партії підтримати виборчі списки демократ. партій, які своєю діяльністю пропагують розвиток місц. самоврядування, демократизацію сусп-ва, поліпшення соціальних стандартів життя. О. Омельченко припинив членство у партії для того, щоби балотуватися у ВР України за списком Блоку «Наша Україна — Народна самооборона». Головою партії був обраний І. Агій.
8-й (позачерговий) з'їзд 1 серпня 2009 обрав головою О. Омельченка. Щоправда, у ЗМІ була інформація про те, що центр. рада партії виключила О. Омельченка, В. Ялового та ін. осіб з партії за узурпацію влади в партії, за грубі порушення статуту та підтримку Партії регіонів.
Тривалий час з'їзди партії не проводилися. 2015 за ініціативи О. Омельченка було скликано з'їзд для висунення кандидатів для участі у виборах до місцевих органів влади. За результатами виборів партія отримала 15 місць (12,5 %) у Київській міській раді.
На парламентських виборах 2019 року «Єдність» висунула трьох кандидатів, усі у виборчих округах Києва. Жоден не отримав депутатського мандату. Олександр Омельченко посів 5 місце у своєму окрузі, набравши більш як 8 %.
Напередодні місцевих виборів у Києві 2020 року партія змінила назву на «Єдність Олександра Омельченка».

## Джерело
1. Бевз Т. А. УКРАЇНСЬКА ПАРТІЯ «ЄДНІСТЬ» [Електронний ресурс] // Енциклопедія історії України: Україна—Українці. Кн. 2 / Редкол.: В. А. Смолій (голова) та ін. НАН України. Інститут історії України. — К.: В-во «Наукова думка», 2019. — 842 с. — Режим доступу: http://www.history.org.ua/?termin=ukrajinska_partija_jednist

| Політичні партії і рухи | Це незавершена стаття про політичну партію України. Ви можете допомогти проєкту, виправивши або дописавши її. |